# 伊那本線
伊那本線（いなほんせん）は、長野県伊那市・南箕輪村・箕輪町がJRバス関東中央道支店、伊那バス本社営業所に委託して運行するコミュニティバス路線である。

## 概要
伊那バス直営の伊那本線は2010年3月31日まで運行していた。しかし、乗客数が少なく採算がとれない等の理由で廃止されてしまった。
2015年に、新たにコミュニティバスとして一部の区間で復活＆延伸した。

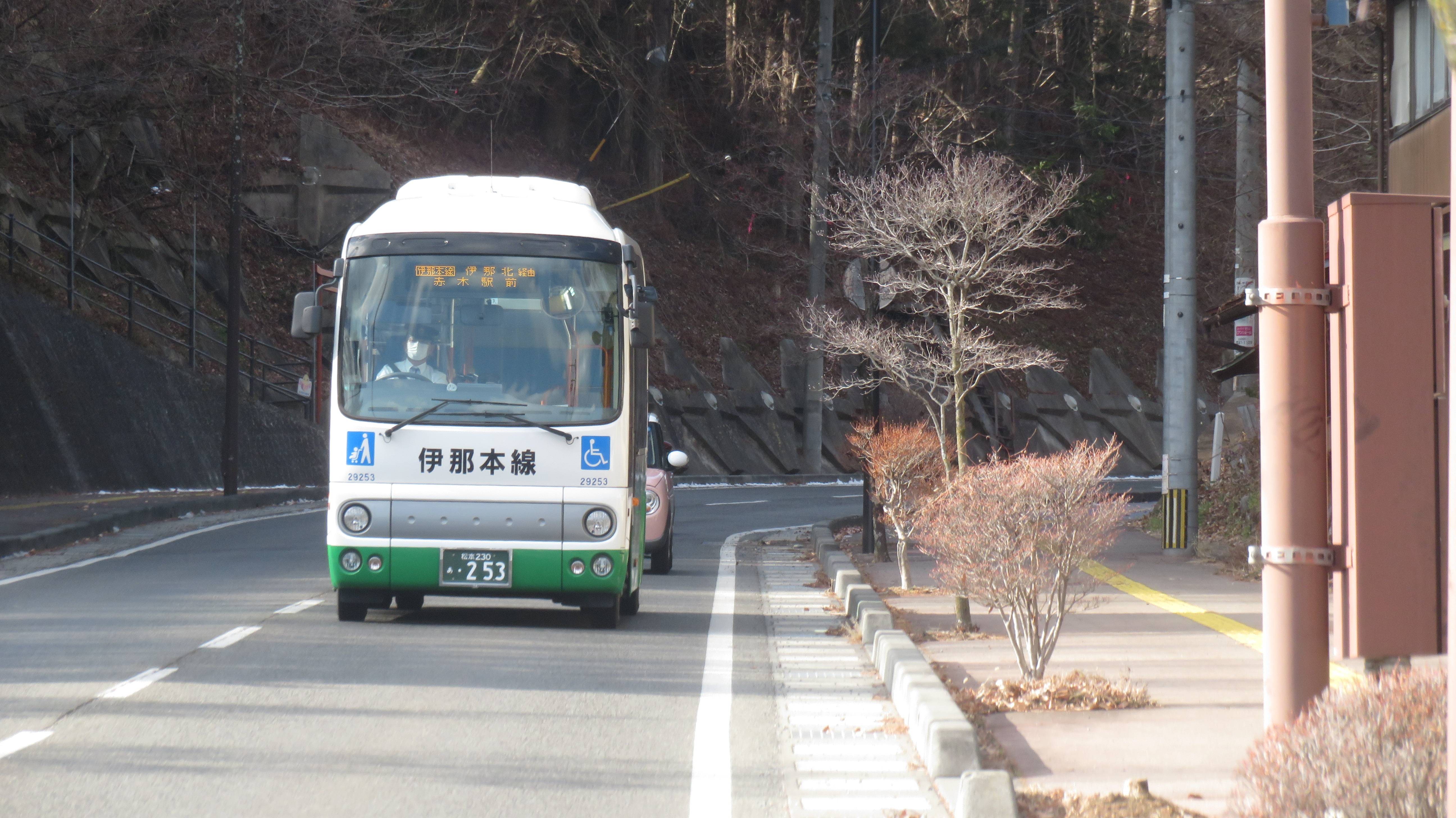
伊那バス使用車両

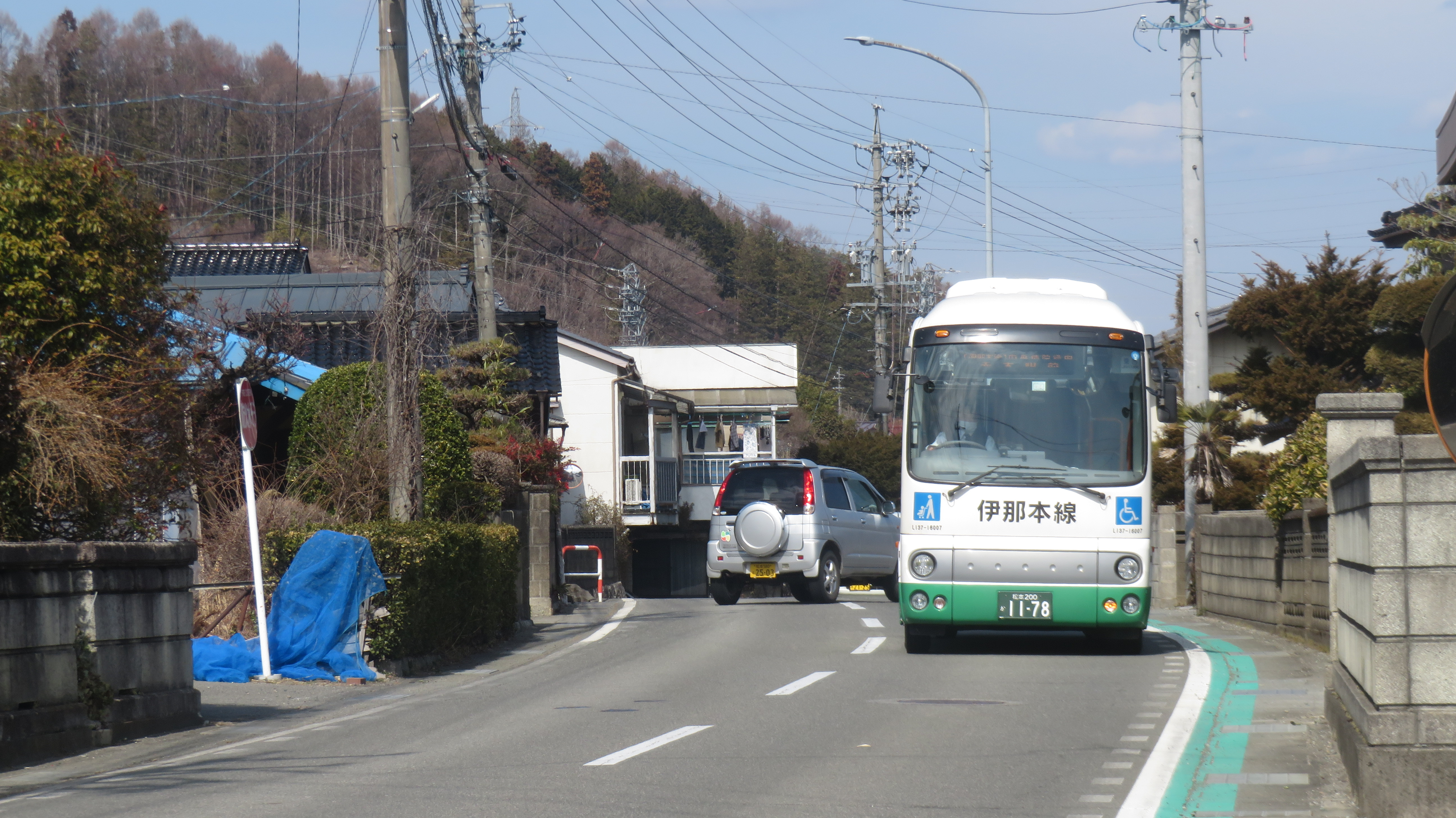
JRバス関東の使用車両

## 経路
主な停留所のみ記載

赤木駅前⇒沢渡⇒本社前⇒伊那バスターミナル⇒通り町⇒伊那北⇒伊那中央病院⇒御園⇒南箕輪村役場⇒ベルシャイン箕輪店⇒上伊那生協病院⇒箕輪営業所⇒箕輪町役場入口⇒ベルシャイン伊北店前

次のバス停で乗り換えができる

赤木駅前・沢渡駅前・下島：JR飯田線
本社前：伊那バス西箕輪線・若宮美原線・イーナちゃんバス・市内西循環線
伊那バスターミナル：伊那バス西箕輪線・若宮美原線・イーナちゃんバス・市内西循環線・JRバス高遠線
伊那中央病院：伊那バス西箕輪線・市内西循環線・JRバス高遠線・まっくんバス（北コース、南コース、東コース、南原・沢尻コース）
南箕輪村役場：まっくんバス（北コース、南コース、東コース、南原・沢尻コース）
箕輪営業所：みのちゃんバス（南東コース、北西コース、西コース、南コース）
ベルシャイン伊北店：みのちゃんバス（南東コース、南コース）

## 運賃
運賃は区間制である。初乗りは200円（伊那市街地は150円）、区間をまたぐと50円増加する。
他の路線との乗り継ぎ割引もある。

## 使用車両
基本的には専用の日野ポンチョが使用される。代走などの場合でリエッセや別路線のポンチョが走る場合もある。

JRバス関東中央道支店 L137-16007
伊那バス本社営業所 29253